# Kevin Stott
Kevin Stott (Chino, California, Estados Unidos, 9 de julio de 1967) es un ex árbitro de fútbol de los Estados Unidos. Fue árbitro internacional FIFA de 1995 a 2008.

## Trayectoria
Stott fue designado como árbitro para la Copa Mundial de Fútbol de 2006 en Alemania. También, fue seleccionado como árbitro del año MLS en 2010, después de ser seleccionado como finalista siete veces. Ha sido árbitro  en MLS durante 20 años.
Actualmente reside en California el Sur con su mujer Melanie, quién era una atleta de sóftbol de la NCAA. Es un profesor  en De Anza Middle School y entrenador de fútbol en Ontario, California.

## Honores
- Árbitro del año MLS: 2010